# Paritilla
Paritilla es un corregimiento ubicado en el distrito de Pocrí en la provincia panameña de Los Santos. En el año 2023 tenía una población de 723 habitantes y una densidad poblacional de  personas por 16.3 km².